# Istrianis angustipennis
Istrianis angustipennis är en fjärilsart som beskrevs av Hans Rebel 1940. Istrianis angustipennis ingår i släktet Istrianis och familjen stävmalar. Inga underarter finns listade i Catalogue of Life.